# Sicydium altum
Sicydium altum är en fiskart som beskrevs av Meek, 1907. Sicydium altum ingår i släktet Sicydium och familjen smörbultsfiskar. Inga underarter finns listade i Catalogue of Life.